# Rambluzin-et-Benoite-Vaux
 Rambluzin-et-Benoite-Vaux  es una población y comuna francesa, en la región de Lorena, departamento de Mosa, en el distrito de Verdún y cantón de Souilly.

## Demografía
| 208 | 166 | 130 | 106 | 98 | 99 |
| Para los censos de 1962 a 1999 la población legal corresponde a la población sin duplicidades (Fuente: INSEE [Consultar]) |     |     |     |    |    |